# Mariage, Désirs ... et Imprévus !
Pour plus de détails, voir Fiche technique et Distribution.
 Mariage, désirs... et imprévus ! (Tempting Fate) est un téléfilm américain réalisé par Kim Raver et diffusé le 15 juin 2019 sur Lifetime. En France, le téléfilm est diffusé le 9 janvier 2020 sur TF1.

## Synopsis
Gabby Cartwright, une épouse et mère de famille, fait la rencontre d'un entrepreneur, Matt Shaw. Alors que la relation avec son mari se détériore, elle s’éprend peu à peu de ce jeune homme. Cependant, cette relation va rapidement prendre un tournant inattendu.

## Distribution
- Alyssa Milano (VF : Magali Barney) : Gabby Cartwright
- Zane Holtz (VF : Adrien Antoine) : Matt Shaw
- Steve Kazee (VF : Arnaud Bedouët) : Elliott Cartwright
- Jessica Harmon (VF : Ivana Coppola) : Clair
- Magda Apanowicz (VF : Aurélie Nollet) : Joséphine
- Lucia Walters (VF : Zaïra Benbadis) : Trish
- Emilija Baranac : Olivia Cartwright
- Beatrice Kitsos : Alana Cartwright